# Ramazzottius ljudmilae
Ramazzottius ljudmilae är en djurart som tillhör fylumet trögkrypare, och som beskrevs av Vladimir I. Biserov 1998. Ramazzottius ljudmilae ingår i släktet Ramazzottius och familjen Hypsibiidae. Inga underarter finns listade i Catalogue of Life.